# Gütegemeinschaft Flachglas
Die Gütegemeinschaft Flachglas e.V. (GGF, bis 11. April 2018 Gütegemeinschaft Mehrscheiben-Isolierglas e.V., GMI) ist eine deutsche Gütegemeinschaft im Sinne der Grundsätze für Gütezeichen des RAL Deutsches Institut für Gütesicherung und Kennzeichnung mit Sitz in Troisdorf. Der Verein verfolgt keine politischen Ziele und unterhält keinen wirtschaftlichen Geschäftsbetrieb. Alle Amtsträger üben ihre Tätigkeiten ehrenamtlich aus.
Die Gütesicherung der RAL-Gütegemeinschaft stellt zusätzliche, über die Produktnorm DIN EN 1279 hinausgehende Anforderungen an das Mehrscheiben-Isolierglas sowie an die Güte und Eigenschaften der Vorprodukte. Dies soll die Gebrauchstauglichkeit und die Langlebigkeit des Mehrscheiben-Isolierglases verbessern. Darüber hinaus gewährleisten eng gefasste Toleranzen der strahlungsphysikalischen Eigenschaften, des Emissionsvermögens und des Gasfüllgrads verlässliche Funktionswerte, die durch eine unabhängige Überwachungsstelle regelmäßig überprüft werden. Die geltenden Güte- und Prüfbestimmungen zur Erlangung des RAL-Gütezeichens Mehrscheiben-Isolierglas (RAL-GZ 520) wurden im Juni 2008 vom RAL Deutsches Institut für Gütesicherung und Kennzeichnung veröffentlicht.
Der Verein, dem mehr als 100 Unternehmen der Glasbranche angehören, hat den Zweck, die Güte von Mehrscheiben-Isolierglas (MIG) zu sichern und Isoliergläsern das Gütezeichen für Mehrscheiben-Isolierglas zu verleihen. Außerdem hat die GMI die Aufgabe zu überwachen, dass Gütezeichenbenutzer die Vereinssatzung einhalten. Sie verpflichtet die Benutzer dazu, nur solche Erzeugnisse, deren Güte gesichert ist, zu kennzeichnen und wirkt darauf hin, dass Bekanntheitsgrad und Ansehen des Gütezeichens in der Öffentlichkeit gestärkt werden.
Voraussetzung für das Tragen des Gütezeichens ist bei Herstellern von Mehrscheiben-Isolierglas insbesondere eine Fremdüberwachung ihrer Produktion durch ein neutrales Prüfinstitut.